# Manga science
Manga science (まんがサイエンス, manga saiensu) est une série de mangas, écrits et dessinés par Yoshitoh Asari, parlant de sciences. Elle est publiée par Gakusha Kenkyūsha et 13 tomes sont sortis en août 2011. Les dix premiers tomes sont sortis en France par Pika Édition.

## Synopsis
Quatre enfants (Yoshio, Ayame, Manabu et Asari) de CM2 se posent des questions que tout enfant de cet âge peut se poser : comment aller dans l'espace, qu'est ce qu'un robot, comment se passe la digestion... Pour répondre à leurs questions apparait de nulle part un professeur fou, un dieu des fusées, un robot... qui les aident. À chaque fois, le manga oscille entre discours scientifique, visite de lieux, expérimentations...

## Albums
- Volume 1 : À la découverte du corps humain
- Volume 2 : À la conquête de l'espace
- Volume 3 : Nos amis les robots
- Volume 4 : La planète bleue
- Volume 5 : Nous sommes tous des robots
- Volume 6 : De la Terre aux confins de l'univers
- Volume 7 : La science de l'observation
- Volume 8 : Jeux de la dynamique
- Volume 9 : Découvrir les sciences en s'amusant
- Volume 10 : La vie et la technologie